# Parfait (アイドルグループ)
Parfait（パルフェ）は、日本の女性アイドルグループ。ユニバーサルコレクション所属。

## 概要
2015年結成。「『可愛い』や『完璧な』という意味を持つparfait(パルフェ) その言葉通りに、甘く美味しいパフェのように愛されるようなアイドルグループを目指します。」をコンセプトに活動している。東京を拠点に活動をしているが、メンバーは全員東京以外の地方出身者で構成され、地方でも東京でも愛されるユニットを目指すとしている。
2017年4月2日に行われた「TIF2017全国選抜LIVE powered by ニッポン放送 」関東Aブロック最終選考ライブにて、関東Aブロック代表となりTOKYO IDOL FESTIVAL2017出演権を獲得。
2017年5月より、『松戸けいりん応援大使』に就任。
2019年2月22日、2019年春をもっての解散を発表。2019年3月21日および5月5日にラストライブが行われた。

## メンバー
| 名前        | よみ            | 愛称                  | 担当カラー | 誕生日         | 出身地   | 備考                                  |
| ----------- | --------------- | --------------------- | ---------- | -------------- | -------- | ------------------------------------- |
| 西山 野園美 | にしやま のぞみ | のんちゃん お姉ちゃん | 紫         | 1993年12月14日 | 神奈川県 | リーダー                              |
| 工藤 聖奈   | くどう せな     | せなぽん              | 赤         | 1999年3月29日  | 栃木県   | 現・Silly°Honey                       |
| 日下部 莉音 | くさかべ りおん |                       | 緑         | 2001年1月15日  | 埼玉県   | 2018年11月15日加入 Silly°Honey→CASS1E |

### 元メンバー
| 名前        | よみ            | 担当カラー | 誕生日        | 出身地   | 卒業日        | 備考                                    |
| ----------- | --------------- | ---------- | ------------- | -------- | ------------- | --------------------------------------- |
| 荘司 里穂   | しょうじ りほ   | ピンク     | 1996年4月20日 | 茨城県   | 2017年1月3日  | 元Fine Color、Shallm♡Cat→天使突抜ニ読ミ |
| 小池 舞     | こいけ まい     | オレンジ   | 1994年8月2日  | 長野県   | 2018年7月29日 | 元めるへんまじっく                      |
| 西山 乃利子 | にしやま のりこ | 水色       | 2000年5月29日 | 神奈川県 | 2019年1月6日  | 西山野園美の実妹                        |
| 宮南 ひな   | みやなみ ひな   | ピンク     | 2003年2月18日 | 静岡県   | 2019年2月22日 |                                         |

## イベント出演

### ワンマンライブ
- Parfait 1st ワンマンライブ 〜私たちの477〜（2016年9月4日、初台DOORS）
- Parfait 2nd ワンマンライブ 〜explorer〜（2017年9月2日、吉祥寺CLUB SEATA）
- Parfait 3rd ワンマンライブ 〜Departure gate〜（2018年5月20日、吉祥寺CLUB SEATA）
- Parfaitラストライブ〜みんな、元気でな〜（2019年3月21日、表参道GROUND）

### 松戸けいりん応援大使
2017年5月より「松戸けいりん応援大使」として、月1回(2回の場合もある)松戸競輪場にて、トークショー、CS放送(競輪チャンネル)への出演、ニコニコ生放送(チャリチャン)への出演、ミニライブを行なっている。
また、松戸競輪場以外の競輪施設や松戸市内でのイベントへの出演もある。
大きなイベントの時には各新聞社を廻ってイベントPRを行ったり表彰式の花束贈呈する役割など、応援大使として様々な活動を行っている。
| 出演日程       | 出演日程                                                                                      |
| 出演日         | イベント                                                                                      |
| -------------- | --------------------------------------------------------------------------------------------- |
| 2017年05月05日 | [FⅡ]第4回DMM競輪杯 (松戸けいりん応援大使争奪ライブ)                                           |
| 2017年05月20日 | [FⅠ]ナイター第12回メダリストプランニング杯【決勝】                                            |
| 2017年06月17日 | [FⅠ]ナイター第14回さわやかチャレンジカップ【2日目】                                           |
| 2017年07月10日 | [FⅠ]ナイター日本名輪会カップ第16回吉井秀仁杯フラワーラインカップ・東京中日スポーツ賞【2日目】 |
| 2017年08月23日 | [FⅠ]ナイター第13回サッポロビールスターカップ【2日目】                                         |
| 2017年09月24日 | サテライト船橋 (お出迎え＆トークショー＆抽選会)                                               |
| 2017年10月01日 | [GⅢ]開設67周年記念燦燦ダイヤモンドカップ争奪戦【決勝】[6][7]                                  |
| 2017年10月10日 | [FⅡ]第10回松戸トータリゼータ杯【1日目】                                                       |
| 2017年11月22日 | [FⅠ]第7回サテライト船橋カップ【2日目】                                                        |
| 2017年12月21日 | [FⅡ]ラストナイター夕刊フジ杯【1日目】                                                         |
| 2017年12月24日 | ISETAN MATSUDO クリスマスライブ (伊勢丹松戸店)                                                |
| 2018年01月27日 | [FⅡ]第10回松戸市観光協会杯                                                                    |
| 2018年02月22日 | [FⅠ]第19回スパーク33チャンピオンシップ【2日目】                                               |
| 2018年03月01日 | [FⅡ]第1回松戸パンサミット                                                                     |
| 2018年04月15日 | [FⅡ]ナイター第5回DMM競輪杯【2日目】                                                           |
| 2018年04月16日 | [FⅡ]ナイター第5回DMM競輪杯【決勝】[8]                                                         |
| 2018年04月24日 | [FⅠ]第５回ニコ生チャリチャンカップ【決勝】                                                    |
| 2018年05月10日 | [FⅠ]ナイター第15回さわやかチャレンジカップ【2日目】                                           |
| 2018年06月17日 | [FⅠ]ナイター第1回シンハービールカップ【決勝】                                                 |
| 2018年06月30日 | ガールズ競輪PRイベント (イオンモール大和郡山 (奈良県))                                        |
| 2018年07月16日 | [GⅡ]サマーナイトフェスティバル[9][10][11][12]                                                 |
| 2018年08月02日 | [GⅢ]開設68周年記念燦燦ダイヤモンドカップ争奪戦【1日目】                                       |
| 2018年08月11日 | [GⅢ]アーバンナイトカーニバル (川崎競輪場)[13]                                                 |
| 2018年09月19日 | [FⅡ]ナイター第2回オッズパーク杯【2日目】                                                      |
| 2018年10月13日 | [GⅢ]千葉競輪場開設69周年記念「滝澤正光杯ｉｎ松戸」【1日目】[14]                               |
| 2018年10月29日 | [FⅠ]吉井秀仁杯フラワーラインカップ【2日目】                                                   |
| 2018年11月16日 | [FⅠ]第８回サテライト船橋カップ【決勝】                                                        |
| 2018年12月10日 | [FⅡ]第１１回松戸市観光協会杯【決勝】                                                          |
| 2019年01月04日 | [FⅡ]第2回 パンサミット【1日目】                                                               |
| 2019年02月27日 | [FⅡ]ナイター創刊50周年記念 夕刊フジ杯 【1日目】                                               |
| 2019年03月14日 | [FⅠ]ナイター スパーク33チャンピオンシップ松戸公産杯 【1日目】                                 |
| 2019年04月04日 | [FⅠ]ナイター 第6回 ニコ生チャリチャンカップ【2日目】                                          |
| 2019年05月05日 | [GⅠ]松戸競輪 第73回日本選手権競輪【決勝】[15][16][17][18]                                     |

### 定期番組Paru☆katsu
2018年1月よりワロップ放送局にて「Parfait定期番組〜Paru☆katsu〜(番組公式サイト)」として、ゲストにアイドルを迎えてトーク番組とライブをおこなっている。
| 回            | 開催日         | メインMC   | ゲスト                            | 内容 |
| ------------- | -------------- | ---------- | --------------------------------- | --- |
| 第1回         | 2018年1月31日  | 石橋哲也   | 未完成リップスパークル            | 「第一印象ゲーム」 「正解・面白どっちに転ぶ？」                                                                   |
| 第2回         | 2018年2月14日  | 石橋哲也   | Alloy                             | 「第一印象ゲーム」 「常識クイズ対決！」                                                                           |
| 第3回         | 2018年3月29日  | 石橋哲也   | TEARS-ティアーズ-                 | 「インプレッションゲーム」 「ぱるかつ山手線ゲーム」 「ロシアンシュークリーム」                                    |
| 第4回         | 2018年4月30日  | 石橋哲也   | きゃわふるTORNADO                 | 「インプレッションゲーム」 「ガマン強さ対決(ビリビリペン)」 「ガリガリくん早食い対決」 「イナゴにこにこ食い対決」 |
| 第5回         | 2018年8月16日  | 笑福亭べ瓶 | 夢幻クレッシェンド                | 「ヒヤッとした話」 「野園美の部屋(お悩み相談)」                                                                   |
| 第6回         | 2018年9月20日  | 笑福亭べ瓶 | 旋律フリージア                    | 「ヤスミトーク」 「アイドル一致サミット」                                                                         |
| 第7回         | 2018年10月18日 | 笑福亭べ瓶 | 小泉花恋                          | 「相思相愛？小泉西山テスト」 「ぱるかつ古今東西ゲーム！」                                                         |
| 第8回         | 2018年11月15日 | 笑福亭べ瓶 | 日下部莉音、宮南ひな (新メンバー) | 「新メンバー自己紹介」 「新メンバー調査ランキング」                                                               |
| 第9回(最終回) | 2018年12月20日 | 笑福亭べ瓶 | なし                              | 「今年の流行語」 「今年の漢字」 「遅刻女王選手権」                                                                |

## ディスコグラフィー

### シングル
| #   | リリース日     | タイトル   | 収録曲                                                                    | 備考 |
| --- | -------------- | ---------- | ------------------------------------------------------------------------- | ---- |
| 1st | 2016年10月29日 | 虹の先へ   | 1. Brand New Story!! 2. カラフル☆メロディ 3. Precious Days 4. everlasting |      |
| 2nd | 2017年3月19日  | ASTRONAUTS | 1. STAR DRIVE 2. 君と夢を 3. Step by Step!! 4. 蒼の彼方へ                 |      |

### アルバム
| #   | リリース日    | タイトル | 収録曲 | 備考 |
| --- | ------------- | -------- | --- | ---- |
| 1st | 2018年1月17日 | Step     | 1. Brand New Story!! 2. カラフル☆メロディ 3. Precious Days 4. everlasting 5. 君と夢を 6. STAR DRIVE 7. Step by Step!! 8. 蒼の彼方へ 9. SKYLINE 10. Just for you 11. 夢のショーケース |      |

### 未CD化楽曲
- Silent Kiss （2018年1月 初披露）
- Blue Feather （2018年5月20日 初披露）
- ホシノキオク （2018年5月20日 初披露）
- 走れ！自転車 (松戸競輪場 CM曲 Parfaitバージョン)

### ソロ曲
- 恋よりもDramatic （西山野園美）(作詞：帷子ゆき 作編曲：Re:nG)（2018年5月13日 各音楽配信サイトで配信）
- Dreaming Smile （小池舞）(作詞：大山恭子)（2018年5月13日 各音楽配信サイトで配信）

## 出演

### 映画
- ブラック・フィルム（2015年）（工藤聖奈）
- 霊眼探偵カルテット（2017年）（西山野園美、西山乃利子、工藤聖奈）
- S-GAME（2018年） ※主演
- CARPE DIEM カルペ・ディエム (2018年) (工藤聖奈)
- 漫画誕生（2019年） （西山野園美、 西山乃利子)

### テレビ番組
- 月刊 アニ愛でるTV!（2017年6月6日 - 、Kawaiian TV）（西山野園美）
- 全力坂(テレビ朝日)
  - ごりょう坂・七の坂（2016年2月23日 - 29日）（工藤聖奈）
  - 旧仙台坂・木芽の坂（2017年1月18日 - 26日） (西山野園美)
  - 蛇坂・南馬込一丁目の坂（2018年5月7日 - 15日）	(小池舞)
  - 高輪一丁目の坂・白金四丁目の坂（2018年7月16日 - 31日） (西山乃利子)

### ラジオ番組
- 甘い言葉で。。。（2018年1月14日 - 、調布FM）（西山野園美）
- 火曜日は、西山野園美の喋りNight（2018年10月2日 - 11月27日、ワロップ放送局）（西山野園美）
- のぞみとなみのアイドル交遊記（2019年1月 - 、ワロップ放送局）（西山野園美）

### Web番組
- Parfait定期番組〜Paru☆katsu〜 (2018年1月31日 - 、ワロップ放送局)
- インスタントジョンソンの”Shall We Conte?”(2018年4月23日 - 、ワロップ放送局)（西山野園美）
- MIX女学園 (下北FM) (2018年4月12日、 西山野園美・6月14日、工藤聖奈・7月12日、工藤聖奈(MC)、西山野園美)
- アイドルピカソ (ワロップ放送局) (2018年2月15日#14 西山野園美、2018年6月28日#17 工藤聖奈)
- IDOL QUIZ BOOKIE (ニコニコ生放送TOKYO IDOL CHANNEL) (2017年04月14日、2017年11月10日 西山野園美)
- TOKYO IDOL 忘年会！～二次会～ (2017年12月29日 ニコニコ生放送TOKYO IDOL CHANNEL) (西山野園美)
- 原宿アベニュー2017年3月14日放送 (AbemaTV)(2017年3月14日 西山野園美)
- クロちゃんのアイドルステーション[19] (2016年11月24日 MEGUROFM)
- ライブアイドル名鑑 第43回[20] (2017年1月21日 FRESH! by AbemaTV) (西山野園美、小池舞)
- ニレンジャーの面接感 #24 (2018年10月23日 ニコニコ生放送ニコジョッキー) (工藤聖奈)
- VRバラエティ番組「VRアイドル証券」[21] [22](2018年4月 music.jp x 神席) (全員)
- アイドルだらけの真剣“生”勝負！[23] (2018年3月14日 dTVチャンネル)(西山野園美)

### CM
- ロッテ フルーティオ（小池）
- ドコモ 2画面スマホ「M｣ - 機能紹介フル動画 -　ZTE公開 (2018年 ZTEジャパン) (工藤聖奈)

### 舞台
- アリスインプロジェクト「ヨルハ[24]」（2014年10月1日 - 5日、シアターKASSAI）（西山野園美）
- アリスインプロジェクト「ハイスクールミレニアム2015」（2015年12月16日 - 20日、六行会ホール）（西山乃利子）
- 劇団SPACE☆TRIP「ホンキー! トンキー! クライング!〜部屋に幽霊とロックで大迷惑〜」（2016年4月29日 - 5月1日、千本桜ホール）（西山野園美）
- アリスインプロジェクト「イマジカル・マテリアル」（2017年3月15日 - 20日、新宿村LIVE）（小池舞）

### 写真集
- 工藤聖奈1st写真集『Teen's Last Summer』(2018年7月16日)

### DVD
※西山乃利子
- 美少女伝説 西山乃利子（2015年9月25日）
- 美少女伝説 のりチュ（2016年1月29日）
- 美少女伝説 のりリズム（2016年6月24日）
- 美少女伝説 NoriMax!!（2016年9月23日）

### ファッションイベント等
※西山乃利子
- アキバコレクション (2017年9月16日 第9回、2018年2月25日第10回 秋葉原P.A.R.M.S.) (ライブステージはParfait全員での出演)
- 超十代 ‐ULTRA TEENS FES- (2018年3月27日 幕張メッセ)
- Popteen熱盛祭 (2018年8⽉9⽇ Zepp Osaka Bayside)
- 関西コレクション (2018年8月29日 京セラドーム大阪)
- TiARY TV Fes!! Powered by Tokyo Street Collection[25][26]  (2018年9月9日 品川インターシティホール)
- 人気急上昇中の若手YouTuber・TikTokerオフラインイベント[27] (2018年10月6日 イオンモール幕張新都心)